# Walter Hinck
Walter Hinck (8. březen 1922, Selsingen, Dolní Sasko – 21. srpen 2015, Landau in der Pfalz, Porýní Falc) byl německý germanista a literární kritik. V roce 1992 se stal laureátem Kasselské literární ceny (německy Kasseler Literaturpreis für grotesken Humor).

## Život a dílo
Konec druhé světové války strávil v jugoslávském zajetí. V první polovině 50. let 20. století vystudoval germanistiku, divadelní vědu, sociologii a dějinami umění na univerzitě v Göttingenu. V letech 1964–1987 posléze vyučoval až do své emeritury jako profesor dějin moderní německé literatury na univerzitě v Kolíně nad Rýnem. Mezi jeho studentky náležila kupříkladu německá spisovatelka Ulla Hahn.
Hlavní oblastí jeho vědeckého zájmu byla historie německého dramatu (s ohledem na 18.–20. století).

### Publikační činnost (výběr)
- Hinck, Walter. Roman-Chronik des 20. Jahrhunderts: Eine bewegte Zeit im Spiegel der Literatur. Köln: DuMont Verlag, 2006. 282 S. (Pozn.: Jedná se o 37 německých děl, vybraných autorem.)
- Hinck, Walter (Hrsg.). Jahrhundertchronik: Deutsche Erzählungen des 20. Jahrhunderts. Stuttgart: Philipp Reclam jun. Verlag, 2000. 636 S.
- Hinck, Walter. Im Wechsel der Zeiten – Leben und Literatur. Verlag: Bouvier, 1998. 268 S.
- Hinck, Walter. Geschichtsdichtung. Göttingen: Vandenhoeck & Ruprecht, 1995. 151 S.
- Hick, Walter. Goethe - Mann des Theaters. Göttingen: Vandenhoeck und Ruprecht, 1982. 94 S.
- Hinck, Walter (Hrsg.). Handbuch des deutschen Dramas. Düsseldorf: Bagel, c1980. 610 S.